# Џон Макафи
Џон Дејвид Макафи (енгл. John David McAfee; Синдерфорд, Глостершир, 18. септембар 1945 — Барселона, 23. јун 2021) био је британско-амерички предузетник, оснивач компаније Макафи и творац Макафи компјутерског антивирусног програма. Водио је Макафи од 1987. до 1994. године када је поднео оставку, док је компанија 2011. године продата Интел-у. Након подношења оставке 1994. је постао најватренији критичар компаније, и предлагао је корисницима рачунара да обришу тај антивирусни програм, јер је веома лоше направљен (bloatware). Када је Интел најавио да ће преименовати софтвер са McAfee брендом у Intel Security, сам Макафи је изјавио "да је вечно захвалан Интелу што га је ослободио ужасне повезаности са најгорим софтвером на планети".
Дуго година је боравио у Белизеу, све до 2011. године када се вратио у САД при потрази за испитивање због сумње на убиство. Безуспешно се борио за номинацију да буде кандидат Либертаријанске странке за председника Сједињених Држава 2016. и 2020. године.
Дана 6. октобра 2020. године, Макафи је ухапшен у Шпанији због оптужби за утају пореза, а оптужбе су објављене убрзо након што је Комисија за хартије од вредности САД открила да је покренула пријаву против Макафија и да му прети 30 година затвора ако буде осуђен.
Дана 23. јуна 2021. године, Макафи је пронађен мртав у затворској ћелији у близини Барселоне, убрзо након што је Национални суд Шпаније одобрио његово изручење у САД. Све информације указују на то да је извршио самоубиство.